# Кутівська сільська рада (Буський район)
| Кутівська сільська рада — орган місцевого самоврядування у Буському районі Львівської області з адміністративним центром у с. Кути. Історична дата утворення: 1 січня 1945 року. Сільській раді підпорядковані населені пункти: - с. Кути - с. Брахівка - с. Хватів - с. Чішки |

## Склад ради
Рада складається з 14 депутатів та голови.

### Керівний склад ради
| ПІБ                   | Основні відомості                                                 | Дата обрання | Дата звільнення |
| --------------------- | ----------------------------------------------------------------- | ------------ | --------------- |
| Карпій Ігор Антонович | Сільський голова, 1958 року народження, освіта, безпартійний      | 26.03.2006   | 31.10.2010      |
| Карпій Ігор Антонович | Сільський голова, 1974 року народження, освіта вища, безпартійний | 31.10.2010   |                 |

Примітка: таблиця складена за даними джерела